# San Cayetano (Buenos Aires)
San Cayetano è una città della provincia di Buenos Aires, in Argentina, capoluogo dell'omonimo partido.